# Lista de episódios de Body of Proof
Body of Proof é uma série de televisão americana, criada por Christopher Murphey e produzida por ABC Studios, transmitida na ABC desde 2011. Estrelada por Dana Delany e Jeri Ryan, a série teve seu episódio piloto exibido no dia 29 de Março de 2011 às 22h na região Oriental e às 21h na região Central do Estados Unidos .

## Temporadas
| Temporada | Temporada | Episódios | Exibição original | Estreia da temporada | Final da temporada |
| --------- | --------- | --------- | ----------------- | -------------------- | ------------------ |
|           | 1         | 09        | 2011              | 29 de Março de 2011  | 17 de Maio de 2011 |

## Elenco
| Ator/Atriz           | Personagem       |
| -------------------- | ---------------- |
| Dana Delany          | Megan Hunt       |
| Geoffrey Arend       | Elliot Gross     |
| Jeri Ryan            | Kate Murphy      |
| John Carroll Lynch   | Bud Morris       |
| Nicholas Bishop      | Peter Dunlap     |
| Sonja Sohn           | Samantha Baker   |
| Windell Middlebrooks | Curtis Brumfield |

## 1ª Temporada
A 1ª Temporada estreou dia 29 de março de 2011 na ABC nos Estados Unidos e dia 12 de abril de 2011 no canal pago Sony no Brasil.
| # | Título                                       | Lançamento original | Dirigido por     | Escrito por                         | Audiência |
| --- | -------------------------------------------- | ------------------- | ---------------- | ----------------------------------- | --------- |
| 1 | "Pilot" Piloto"                              | 29 de Março de 2011 | Nelson McCormick | Christopher Murphey                 | 13.942    |
| A nova legista e médica Dra. Megan Hunt ajuda a investigar a morte de uma atleta, enquanto seus colegas de trabalho tentam se ajustar ao seu estilo de trabalho; Megan quer escolher o presente de aniversário perfeito para sua filha.. |                                              |                     |                  |                                     |           |
| 2 | "Letting Go" Vá Deixando"                    | 03 de Abril de 2011 | Nelson McCormick | Christopher Murphey & Matthew Gross | 8.446     |
| Quando um casal inter-racial é encontrado morto em seu carro, a equipe de Megan encontra provas que envia a investigação numa direção chocante; Peter diz a Megan para ela ter calma com Lacey. |                                              |                     |                  |                                     |           |
| 3 | "Helping Hand" Ajudando a Mão"               | 05 de Abril de 2011 | John Terlesky    | Corey Miller                        | 11.150    |
| Megan fica surpresa ao descobrir que ela tem uma conexão com uma mulher encontrada morta em um quarto de hotel; Megan começa a ter interesse no que está acontecendo ao seu redor. |                                              |                     |                  |                                     |           |
| 4 | "Talking Heads" Chefes Falando"              | 12 de Abril de 2011 | Christine Moore  | Diane Ademu-John                    | 11.060    |
| Quando uma mão e um pé decepados transformam-se em um beco sem saída, Megan e sua equipe devem, literalmente, montar a vítima de volta. Enquanto isso, a filha de Megan, Lacey, pede permissão da mãe para visitá-la no escritório e filmá-la no trabalho como parte de um trabalho de vídeo para a aula de Estudos Sociais. Lacey aprende no processo, o que altera profundamente sua visão sobre sua mãe. |                                              |                     |                  |                                     |           |
| 5 | "Dead Man Walking" Homens Mortos Caminhando" | 19 de Abril de 2011 | Matthew Gross    | Christopher Murphey                 | 11.370    |
| Curtis questiona o interesse de Ethan na investigação da misteriosa morte de uma linda irmã gêmea; Megan encontra resistência ao investigar a morte de um paciente do hospital onde ela trabalhava. |                                              |                     |                  |                                     |           |
| 6 | "Society Hill" Alta Sociedade"               | 26 de Abril de 2011 | Kate Woods       | Matthew V. Lewis                    | 11.860    |
| Megan re-entra no mundo da alta sociedade ao qual ela já pertenceu quando a editora de uma revista importante é encontrada morta em sua mansão em Chestnut Hill. Megan aceita o convite de sua mãe para ir a um evento social, com o motivo oculto de enfrentar o principal suspeito. Quando Kate pede a Ethan para investigar o único vestígio de evidências encontrado na cena do crime, ele fica surpreendido por sua atitude estranhamente otimista e solidária. |                                              |                     |                  |                                     |           |
| 7 | "All in the Family" Tudo em Família"         | 03 de Maio de 2011  | John Polson      | Sam Humphrey                        | 10.230    |
| A perfeita vizinhança no subúrbio de Filadélfia é abalada quando um pai dono-de-casa é encontrado morto a facadas em sua própria casa. Enquanto Megan desvenda o mistério de sua morte e quem o matou, ela se lembra de quando seu próprio pai morreu. |                                              |                     |                  |                                     |           |
| 8 | "Buried Secrets" Segredos Enterrados"        | 10 de Maio de 2011  | David Platt      | Christopher Murphy & Sunil Nayar    | 10.109    |
| Megan e sua equipe investigam quando um detetive de homicídios da Filadélfia é morto em um atropelamento; Megan encontra sua mãe (Joanna Cassidy). |                                              |                     |                  |                                     |           |
| 9 | "Broken Home" Início Interrompido"           | 17 de Maio de 2011  | Nelson McCormick | Andrew Dettman                      | 10.33     |
| Quando Nikki Parkson, uma socialite filantrópica jovem, morre, Megan suspeita de um crime, mas Nikki sofria de uma doença terminal e acham que ela se suicidou. A mãe aflita de Nikki e seu irmão ficam devastados quando suas tentativas para um funeral digno são interrompidas pela investigação de Megan. O fato frustrante para a equipe de Megan é que o corpo de Nikki tem poucas pistas, visto que ela foi arrumada antes da autópsia. Enquanto isso, a vida pessoal de Kate interrompe a investigação e Lacey suspeita que os pais dela estão saindo pelas suas costas. |                                              |                     |                  |                                     |           |

## 2ª Temporada
A série foi renovada para uma segunda temporada, que deu início no dia 20 de setembro nos Estados Unidos. Prevista para estrear em setembro de 2011, todas as terças às 22h na ABC.